# Willem Claeszoon Heda
Willem Claeszoon Heda (14. prosince 1594 Haarlem – 24. srpna 1680 Haarlem) byl nizozemský barokní malíř, který se věnoval zejména žánru zátiší. V něm se specializoval na téma „snídaně”. Roku 1631 se stal členem cechu sv. Lukáše v Haarlemu. Zájem o jeho zapomenuté dílo znovu narostl v druhé polovině 19. století.